# Hammersmith & City line
Hammersmith & City line er en del af London Underground, farvet en laksefarvet nuance af lyserød (salmon pink) på netværkskortet. Den forbinder Hammersmith i vest med Barking i øst ved at køre gennem den nordlige del af det centrale London. Den var tidligere en del af Metropolitan line, og omfatter den ældste underjordiske jernbane i verden, strækningen mellem Paddington og Farringdon, der åbnede d. 10. januar 1863. Den oprindelige Hammersmith & City line åbnede 13. juni 1864, på trods af selve Hammersmith station flyttede til en anden lokalitet i 1868.
Siden december 2009 er ruten mellem Hammersmith og Edgware Road også blevet betjent af Circle line-tog, hvorved der ikke længere er nogen stationer, der udelukkende betjenes af Hammersmith & City line.
Hammersmith & City line er i øjeblikket den syvende mest benyttede af de 10 baner, set på passagertal. Ud af de 29 stationer banen betjener, er 10 Hammersmith & City line-perroner helt eller delvist underjordiske, alle i cut-and-cover-tunneller, mens perronerne på Paddington, Edgware Road, Farringdon, Barbican og Whitechapel ligger i afgravninger eller i banegårdshal, men under gadeniveau. Mellem Hammersmith og et punkt mellem Ladbroke Grove og Westbourne Park Stationer er banen en højbane, bygget på murstensviadukter.

## Historie

### Metropolitan Railway (1863-1933)
Hammersmith and City Railway (H&CR) åbnede i 1864, som en 5 km lang højbane, i høj grad bygget på murstensbuer og broer mellem Hammersmith og Westbourne Park, der blev betjent af både Metropolitan Railway og Great Western Railway. Strækningen mellem Paddington og Farringdon, verdens første underjordiske jernbane, var åbnet det forgående år, i 1863. Aldgate blev nået i 1876, og banen blev elektrificeret i 1906. Banen blev trafikeret med fælles materiel indtil Metropolitan Railway blev en del af London Underground i 1934, og banen blev en gren på Metropolitan line.

### London Transport (1933–88)
District line var overbelastet øst for Whitechapel på banen til Barking, så fra 1936 blev nogle Metropolitan Hammersmith & City line-tog forlænget til Barking, forlænget fra East London line. I to år fra 1939 blev 8-vognstogene på Uxbridge-banen forlænget fra Aldgate, men dette skabte driftsproblemer, og fra 1941 var Barking igen betjent af Hammersmith & City-tog. I november 1939 ophørte de gennemkørende tog til East London line via St Mary's-kurven.
Det fælles Met&GW-materiel på Hammersmith & City line, tilbage fra 1905, blev fra 1937 erstattet med O-materiel, der oprindeligt blev kørt i 4- og 6-vogns opstillinger. Togene var dog udelukkende sammensat af motorvogne, og dette gav et problem med strømforsyningen, så bivogne blev tilføjet fra 1938. I 1968 blev bestilt 35 seks-vogns tog for at erstatte dette materiel. Disse blev udgjort af to enheder med et førerhus i motorvognen i kun den ene ende, og blev normalt kørt som tre par. Disse tog blev betegnet C69-materiel.

### Rebranding (1988-)
Banen har været vist separat på netværkskort siden 1988, selvom den i årene optil som regel også blev drevet som en separat bane, med strækningerne, der ikke blev trafikeret af regulære Metropolitan line-tog (fra Hammersmith til Baker Street og fra Liverpool Street til Barking), som ikke blev vist på de primære kort over Metropolitan line. Denne bane benyttede ogs C-materiel frem for A-materiellet, der blev benyttet på Metropolitan lines hovedstrækning.
Fordi rutens navneskift til Hammersmith & City line er relativ ny, er der mange stationer med flisebeklædning eller emaljekort, der stadig viser, at de betjenes af Metropolitan line, fx Bromley-by-Bow Station, der deles mellem H&C og District line.

## Teknisk information

### Tog
Alle Hammersmith & City line-tog er i det karakteristiske London Underground-design i red, white og blue og er af den største af de to størrelser tog, der benyttes i netværket. Disse 6-vognstogsæt omfatter C-materiel, der blev introduceret 1969–70, med en yderlig levering i 1978. Banen deler denne vognpark med Circle og District (Wimbledon-Edgware Road-grenen) lines.
LUL har udtalt, at disse 40-årige tog er "i en stigende ringe tilstand", og de erstattes med nyt 7-vogns S7-materiel med air-condition from Bombardier Transportation, med levering planlagt at være fuldendt ved slutningen af 2014. I kombination med nye signaler (se nedenfor), forventes dette at øge rutens kapacitet på op til 65%.
For at kunne håndtere disse længere tog (117 m i forhold til C-materiellets 93 m), bliver stationernes perroner i øjeblikket forlænget.
De første S7-tog begyndte passagerbetjening på Hammersmith & City line den 6. juli 2012, som en shuttleforbindelse mellem Hammersmith og Moorgate.

### Depoter
Der er et depot, Hammersmith,kort 30 nær Hammersmith Station. Dette depot kan dog kun håndtere mindre reparationer, og andre arbejder foregår på Neasden Depot. Der er også sidespor på Barking, Farringdon og nær High Street Kensington (kaldet Triangle Sidings), hvor opstablede tog overnatter. Tog opstabledes også på Lillie Bridge Depot.kort 31

### Signaler
LUL forventes at indgå kontrakt i 2012 om anlæg af et enkelt signalkontrolcenter for hele netværket under overfladen (Circle, District, Metropolitan og Hammersmith & City lines). Nogle af de eksisterende signaler daterer fra før 2. verdenskrig og er blevet upålidelige, og det er svært at få reservedele. Et nyt system installeres med Automatic Train Operation (ATO), som forventes at være i fuldstændig drift i 2018, hvilket øger kapaciteten i den centrale del fra 27 tog pr. time til 32 tog pr. time.

## Kort
Der er mellemliggende stationer på banen, hvor tog kan ende. Ved normal drift er disse Edgware Road, Baker Street, King's Cross og Moorgate. Yderligere kan Liverpool Street, Aldgate East, Bromley-by-Bow, West Ham, Plaistow og East Ham blive benyttet.

## Stationer
sorteret fra vest mod øst
| Station                                             | Billede | Åbnede            | Yderligerel information |
| --------------------------------------------------- | ------- | ----------------- | --- |
| Hammersmith                                         |         | 1. december 1868  | Oprindelig station på en anden grund åbnede 13. juni 1864kort 1 |
| Goldhawk Road                                       |         | 1. april 1914     | kort 2 |
| Shepherd's Bush Market                              |         | 1. april 1914     | Åbnet som Shepherd's Bush den 13. juni 1864. Navn ændret den 12. oktober 2008. kort 3                                                                                             |
| Wood Lane                                           |         | 12. oktober 2008  | Skift for Central line på White City (fysisk separate stationer omtrent 300 m adskilt) kort 4                                                                                     |
| Latimer Road                                        |         | 16. december 1868 | kort 5 |
| Ladbroke Grove                                      |         | 13. juni 1864     | Oprindeligt kaldet Notting Hill. Omdøbt til Notting Hill & Ladbroke Grove i 1880. Omdøbt til Ladbroke Grove (North Kensington) den 1. juni 1919. Nuværende navn er fra 1938kort 6 |
| Westbourne Park                                     |         | 1. februar 1866   | kort 7 |
| Royal Oak                                           |         | 30. oktober 1871  | kort 8 |
| Paddington ( Tog til Heathrow)                      |         | 1. december 1913  | kort 9 |
| Edgware Road                                        |         | 1. oktober 1863   | kort 10 |
| Baker Street                                        |         | 10. januar 1863   | kort 11 |
| Great Portland Street                               |         | 10. januar 1863   | Oprindeligt Portland Roadkort 12 |
| Euston Square ( Euston)                             |         | 1863              | Oprindeligt Gower Streetkort 13 |
| King's Cross St Pancras ( Tog til Gatwick og Luton) |         | 1863              | kort 14 |
| Farringdon ( Tog til Gatwick og Luton)              |         | 10. januar 1863   | kort 15 |
| Barbican                                            |         | 1865              | Åbnet som Aldersgate Street. Omdøbt Aldersgate i 1910. Omdøbt Aldersgate and Barbican i 1923. Nuværende navn er fra 1968kort 16                                                   |
| Moorgate                                            |         | 1865              | kort 17 |
| Liverpool Street ( Tog til Stansted)                |         | 12. juli 1875     | Åbnet som Bishopsgate. Omdøbt 1. november 1909kort 18 |
| Aldgate East                                        |         | 6. oktober 1884   | kort 19 |
| Whitechapel                                         |         | 6. oktober 1884   | kort 20 |
| Stepney Green                                       |         | 1902              | Metropolitan line-betjening begyndte i 1936kort 21 |
| Mile End                                            |         | 1902              | Metropolitan line-betjening begyndte i 1936kort 22 |
| Bow Road                                            |         | 1902              | Metropolitan line-betjening begyndte i 1936kort 23 |
| Bromley-by-Bow                                      |         | 1858              | Metropolitan line-betjening begyndte i 1936kort 24 |
| West Ham                                            |         | 1. februar 1901   | Metropolitan line-betjening begyndte i 1936kort 25 |
| Plaistow                                            |         | 1858              | Metropolitan line-betjening begyndte i 1936kort 26 |
| Upton Park                                          |         | 1877              | Metropolitan line-betjening begyndte i 1936kort 27 |
| East Ham                                            |         | 1858              | Metropolitan line-betjening begyndte i 1936kort 28 |
| Barking                                             |         | 1854              | Metropolitan line-betjening begyndte i 1936kort 29 |

## Ændringer i december 2009
Mellem Hammersmith og Edgware Road blev betjeningen suppleret af Circle line-tog fra 13. december 2009, da ruten blev ændret fra sin tidligere orbitalrute. Dette var for at få færre forsinkelser, da forsinkelser på et Circle line tog (i orbitalruten) ville skabe forsinkelser på alle de efterfølgende tog. LUL hævdede, at med endestation på Edgware Road ville man undgå dette.
Hammersmith & City line fortsætter med at køre som separat enhed med tog til Barking og Plaistow i øst. Der er nu fire minutter mellem togene mellem Hammersmith og Edgware Road, hvor der tidligere var syv minutter, og med ændringen er der nu 12 tog per time i myldretiden på denne strækning, det dobbelte af den tidligere frekvens.

## Kort
| - ↑kort 1Hammersmith – 51°29′39″N 000°13′30″V / 51.49417°N 0.22500°V - ↑kort 2Goldhawk Road – 51°30′07″N 000°13′37″V / 51.50194°N 0.22694°V - ↑kort 3Shepherd's Bush Market – 51°30′21″N 000°13′35″V / 51.50583°N 0.22639°V - ↑kort 4Wood Lane – 51°30′35″N 000°13′27″V / 51.50972°N 0.22417°V - ↑kort 5Latimer Road – 51°30′50″N 000°13′02″V / 51.51389°N 0.21722°V - ↑kort 6Ladbroke Grove – 51°31′02″N 000°12′38″V / 51.51722°N 0.21056°V - ↑kort 7Westbourne Park – 51°31′16″N 000°12′04″V / 51.52111°N 0.20111°V - ↑kort 8Royal Oak – 51°31′09″N 000°11′17″V / 51.51917°N 0.18806°V - ↑kort 9London Paddington – 51°31′02″N 000°10′39″V / 51.51722°N 0.17750°V - ↑kort 10Edgware Road – 51°31′12″N 000°10′04″V / 51.52000°N 0.16778°V - ↑kort 11Baker Street – 51°31′19″N 000°09′25″V / 51.52194°N 0.15694°V - ↑kort 12Great Portland Street – 51°31′26″N 000°08′38″V / 51.52389°N 0.14389°V - ↑kort 13Euston Square – 51°31′33″N 000°08′09″V / 51.52583°N 0.13583°V - ↑kort 14King's Cross St. Pancras – 51°31′49″N 000°07′27″V / 51.53028°N 0.12417°V - ↑kort 15Farringdon – 51°31′12″N 000°06′19″V / 51.52000°N 0.10528°V | - ↑kort 16Barbican – 51°31′13″N 000°05′52″V / 51.52028°N 0.09778°V - ↑kort 17Moorgate – 51°31′07″N 000°05′19″V / 51.51861°N 0.08861°V - ↑kort 18Liverpool Street – 51°31′07″N 000°04′53″V / 51.51861°N 0.08139°V - ↑kort 19Aldgate East – 51°30′55″N 000°04′20″V / 51.51528°N 0.07222°V - ↑kort 20Whitechapel – 51°31′08″N 000°03′40″V / 51.51889°N 0.06111°V - ↑kort 21Stepney Green – 51°31′19″N 000°02′47″V / 51.52194°N 0.04639°V - ↑kort 22Mile End – 51°31′30″N 000°01′59″V / 51.52500°N 0.03306°V - ↑kort 23Bow Road – 51°31′38″N 000°01′29″V / 51.52722°N 0.02472°V - ↑kort 24Bromley-by-Bow – 51°31′26″N 000°00′41″V / 51.52389°N 0.01139°V - ↑kort 25West Ham – 51°31′41″N 000°00′14″Ø / 51.52806°N 0.00389°Ø - ↑kort 26Plaistow – 51°31′53″N 000°01′02″Ø / 51.53139°N 0.01722°Ø - ↑kort 27Upton Park – 51°32′06″N 000°02′04″Ø / 51.53500°N 0.03444°Ø - ↑kort 28East Ham – 51°32′20″N 000°03′06″Ø / 51.53889°N 0.05167°Ø - ↑kort 29Barking – 51°32′21″N 000°04′54″Ø / 51.53917°N 0.08167°Ø - ↑kort 30Hammersmith Depot – 51°29′52″N 000°13′31″V / 51.49778°N 0.22528°V - ↑kort 31Neasden Depot – 51°33′28″N 000°15′31″V / 51.55778°N 0.25861°V |